# Condado de Spello y Bettona
El Condado de Spello y Bettona (en italiano: Contea di Spello e di Bettona), oficialmente Condado de Bettona, Cannara y Spello (en italiano: Contea di Bettona, Cannara e Spello), fue un antiguo estado feudal pontificio, entre los actuales tres municipios de Bettona, Cannara y Spello. Fue fundado en el 1516, a manos de Gianpaolo I Baglioni, en consentimiento del papa León X; duró 132 años, hasta que en 1648 los Estados Pontificios anexionaron al condado, en manos de Malatesta V Baglioni. En 1416, Braccio da Montone le confirió a Malatesta I el señorío en Cannara, y poco tiempo después,  gracias a los papas, los han dejado mandar en Spello y Bettona. Estuvo entre el Monte Subrasio y el Río Chiascio. Empezaron a mandar en estos tres municipios juntos, desde que los Baglioni dejaron de mandar en oculto en Perugia (1438 - 1540).

## Historia
La famosa familia Baglioni, además del señorío sobre Perugia, decaído y reabsorbido por el Estado de la Iglesia, era por lo tanto titular del condado de Spello y Bettona. Estas dos antiguas y grandes villas, de origen romano y etrusco, fueron administradas por tres generaciones baglionescas, con derecho de mero et mixto imperio, o facultad, muy buscada y alabada, de administrar la jurisdicción civil y criminal, así como la obligación de pagar anualmente una libra de cera, como tributo feudal a la Santa Sede, el 29 de junio, fiesta de San Pedro.
Los condes estaban representados en Bettona y Spello por un vicario o lugarteniente: en 1519 Giampaolo I (1470 - 1520) promulgó los estatutos para regular la vida de sus súbditos en los campos público y privado. El Papa Medici León X, hijo de Lorenzo el Magnífico, que le había conferido el rango de conde con territorio, se lo revocó, sin embargo, en 1524, a su sucesor Malatesta IV (1491 - 1531) que lo recuperó en 1528 a instancias de Clemente VII.
En este período había muy pocos feudos papales en la zona: el marquesado de Castiglione del Lago, el Ducado de Salci, el marquesado de Montoro, el condado de Sterpeto y el condado de Civitella Ranieri.
En el período comprendido entre 1533 y 1559 el condado volvió de nuevo a la Reverenda Cámara Apostólica, a pesar de los intentos de Rodolfo II (1512 - 1554) por mantenerlo, para ser devuelto, precisamente en 1559, por Pío IV. Sin embargo, el pontífice decidió diferenciar la posesión residual de los antiguos señores de Perugia asignando Spello y Bastia a Astorre II (1526 - 1571) y Adriano II                                                                                               (1526 - 1574), y Giampaolo II (1552 - 1608) y su hermano pequeño. Rodolfo el póstumamente (1554 - 1596) Bettona y tierras vecinas.
El llamado viejo condado incluía: Spello (sede del conde y del órgano ejecutivo), Collepino (residencia de verano), Bastia (hasta 1580), Cannara, Limigiano, Castelbuono y Cantalupo. El nuevo condado, por otro lado, incluía: Bettona (el lugarteniente del conde y titular de la Iglesia Matriz de Santa Maria Maggiore ejercía allí su cargo), Collemancio (residencia de verano) y Colle. La disputa se amplió con Graffignano (cerca de Viterbo), San Venanzo y Collelungo en el área de Orvieto, localidades que constituyen la herencia de Monaldesca Monaldeschi, esposa de Malatesta IV.
El conde residía en el palacio de Spello (en la actual Piazza della Repubblica), el vicario y el señor feudal (cuando sucedió) en el edificio noble, con exuberantes jardines, en Bettona (Allí murió Malatesta IV). En caso de asedio, se refugia en la fortaleza de Spello. La línea del cadete Baglioni, llamada di Bettona, descendiente de Oddo Lodovico y Braccio I, se extinguió en 1648 con Malatesta V  (1611 - 1648), hijo de Giampaolo II y Giulia Baglioni, y la enemistad se anexó al Estado Pontificio para disposición del Papa Inocencio X. El último conde soberano (también fue obispo de Asís), consciente del fin del linaje, firmó él mismo ultimus ex suis: sus dos hermanos, Orazio III y Adriano, murieron, de hecho, en 1611 y en 1622.
Los Baglioni ayudaron a embellecer Spello encargando obras de artistas famosos como la capilla Baglioni (colegiata de Santa Maria Maggiore), pintada al fresco por Pinturicchio según la voluntad del prior Troilo, perteneciente a la familia gobernante, con piso de mayólica (1566) creado por el fraile de Deruta. Rocco di Tommaso da Vicenza hizo allí un valioso copón. Los Baglioni fueron enterrados tradicionalmente en la basílica de Perugia de San Domenico, en la cripta bajo el coro (hoy marcada por una placa simple, cuando hasta el siglo XIX, alrededor del ábside, todavía existían los monumentos sepulcrales de Malatesta IV y Orazio II, que murió en Spello): además de los señores antes mencionados, fueron enterrados allí Rodolfo III y Simonetto, hermano de Giampaolo I, hasta Malatesta V. La tumba de Adrián II se encuentra en Roma en Santa Maria in Aracoeli, la de Giampaolo en el Iglesia de Santa María en Traspontina. Otros del linaje (incluidos Atalanta y Grifonetto) fueron enterrados en San Francesco al Prato en Perugia.

## Condes de Spello y Bettona (1516-1648)[8]
Articulo principal: Familia Baglioni
| Título noble | Nombre                | Años activos            | Consorte y notas                                                                 | Imagen |
| ------------ | --------------------- | ----------------------- | -------------------------------------------------------------------------------- | ------ |
| Conde        | Gianpaolo I Baglioni  | 1516 - 1520             | Hipólita Conti                                                                   |        |
| Conde        | Malatesta IV Baglioni | 1520 - 1531             | Monaldesca Monaldeschi, regente; 1533 - 1550 el condado vuelve a la Iglesia.     |        |
| Conde        | Rodolfo II Baglioni   | 1531 - 1533 1550 - 1554 | Constanza Vitelli; 1554 - 1559 a la Iglesia.                                     |        |
| Conde        | Gianpaolo II Baglioni | 1559 - 1608             | Julia Baglioni; conde de Spello desde 1574; gobernó con Astorre II y Adriano II. | —      |
| Conde        | Astorre II Baglioni   | 1559 - 1571             | Ginebra Salviati                                                                 | —      |
| Conde        | Adriano II Baglioni   | 1559- 1574              | Domitilla Cesi, Eleonora Baglioni                                                | —      |
| Conde        | Orazio III Baglioni   | 1608 - 1611             | —                                                                                |        |
| Conde        | Malatesta V Baglioni  | 1611 - 1648             | Último conde, obispo de Asís                                                     |        |

Los condes Baglioni de Spello y Bettona siguieron la numeración dinástica de los señores de Perugia.